# خوسيه رافاييل مولينا الأورينا
خوسيه رافاييل مولينا أورينا (بالإسبانية: José Rafael Molina Ureña)‏ (و. 1921 – 2000 م) هو سياسي من جمهورية الدومينيكان .
شغل منصب الرئيس المؤقت الخامس للجمهورية الدومينيكية خلال الفترة من 25 أبريل وحتى 27 أبريل 1965.